# Morus liboensis
Morus liboensis là một loài thực vật có hoa trong họ Moraceae. Loài này được S.S. Chang mô tả khoa học đầu tiên năm 1984.